# Edward Wilmot Blyden
Edward Wilmot Blyden (ur. 1832, zm. 1912) – kreolski oraz amerykanoliberyjski pisarz, dyplomata i polityk. Z racji, iż był "intelektualną siłą" zarówno w Sierra Leone jak i Liberii historycy postrzegają go jako obywatela obu państw.

## Życiorys
Blyden urodził się na Saint Thomas (wówczas pod duńskim panowaniem) w rodzinie wolnych rodziców. Według własnych słów, pochodzili z kultury Ibo.
Według historyka Hollisa Lyncha "w 1845 roku w życiu Blydena pojawiła się osoba mentora wielebnego Johna Knoxa, białego Amerykanina, który przybył na St. Thomas z powodów zdrowotnych i przejął pieczę nad lokalnym holenderskim kościołem zreformowanym." Knox był zadziwiony pilnością oraz skromnością młodego Blydena oraz jego rodziny i postanowił wziąć go pod swoje skrzydła, rozwijają zdolności oratorskie oraz literackie. Bliskie kontakty z inteligentnym i łagodnym Knoxem przekonały młodego Edwarda do związania kariery z kościołem, co bardzo popierała jego rodzina. W maju 1850 roku Blyden towarzyszył żonie Knoxa w podróży do Stanów Zjednoczonych, gdzie próbował dostać się na Rutgers' Theological College, alma mater Knoxa. Odmówiono mu tej możliwości z powodu rasy. Próby dostania się na dwa inne college'e teologiczne również spełzły na niczym.
W tym samym roku Blyden dotarł do Liberii, do której rozwoju przyłożył wiele starań. Tamże pojął za żonę Amerykanoliberyjkę Sarę Yates, z prominentnej rodziny Yatesów, członkiem której był wiceprezydent Hilary Yates (wuj Sarah); Edward i Sarah mieli trójkę dzieci. Po przeniesieniu się do Freetown Blyden związał się z Afroamerykanką Anną Erskine, wnuczką innego liberyjskiego polityka, prezydenta Jamesa Spriggsa-Payne'a, z którą miał piątkę dzieci.
Blyden zmarł 7 lutego 1912 roku we Freetown i został pochowany na cmentarzu Racecourse.

## Kariera
W latach 1855–1856 był wydawcą Liberia Herald pisząc jednocześnie A Voice From Bleeding Africa ("Głos z krwawiącej Afryki").
Działał jako liberyjski ambasador w Wielkiej Brytanii oraz Francji. Spędził także trochę czasu w brytyjskich koloniach w Afryce zachodniej, głównie Nigerii oraz Sierra Leone, gdzie pisywał do lokalnych gazet.
Był liberyjskim Sekretarzem Stanu (1862–1864) oraz Ministrem Interioru (1880–1882).
Poza pełnieniem wielu funkcji politycznych Blyden wykładał także literaturę klasyczną na Liberia College (1862–1871), którego był rektorem w latach 1880–1884. W latach 1901–1906 kierował także edukacją muzułmanów w Sierra Leone.

## Pisarstwo i poglądy
Blyden jest postrzegany jako "ojciec Panafrykanizmu" – jego praca Christianity, Islam and the Negro Race ("Chrześcijaństwo, islam i czarna rasa"; 1887) propagowała ideę, iż islam, główna religia Afryki sub-saharyjskiej niesie ze sobą efekt jednoczenia ludności Czarnej Afryki, podczas gdy chrześcijaństwo wprowadzone przez Europejskich kolonizatorów ma efekt demoralizujący. Ta myśl odegrała znaczącą rolę w XX-wiecznym odrodzeniu islamu pośród Afroamerykanów, z jednoczesnym odrzuceniem chrześcijaństwa jako "religii białego człowieka". Wzmiankowana praca wywołała wiele kontrowersji w Wielkiej Brytanii, jednakże nie z powodu treści, lecz faktu, iż napisał ją czarny Afrykanin.
Blyden popierał utworzenie żydowskiego państwa w Palestynie i chwalił Theodora Herzla, jako twórcę "tego fenomenalnego ruchu zwanego syjonizmem."
Blyden wierzył także, że cierpiący dyskryminację Afroamerykanie mieli do odegrania rolę w rozwoju Afryki poprzez emigrację z Ameryki i powrót do korzeni. Krytycznie wyrażał się o tych, którzy odcinali się od Czarnego Lądu.

## Prace
- Africa for the Africans ("Afryka dla Afrykanów"), <<African Repository>>, Waszyngton, styczeń, 1872.
- African Life and Customs ("Afrykańskie życie i zwyczaje"), Londyn, C.M. Phillips, 1908.
- West Africa Before Europe ("Zachodnia Afryka przed Europą"), Londyn, C.M. Phillips, 1905.
- The Call of Providence to the Descendants of Africa in America. A Discourse Delivered to Coloured Congregations in the Cities of New York, Philadelphia, Baltimore, Harrisburg, during the Summer of 1862 ("Zew opatrzności do potomków Afryki w Ameryce. Wykłady przeprowadzone dla zbiorowisk kolorowych w Nowym Jorku, Filadelfii, Baltimore, Harrisburgu w lecie 1862"), <<Liberia's Offering>>, Nowy Jork, 1862.
- Christianity, Islam and the Negro Race ("Chrześcijaństwo, islam i czarna rasa"), Londyn, W.B. Whittingham & Co., 1887; 2. edycja 1888; 3. 1967 University of Edinburgh Press.
- The Elements of Permanent Influence: Discourse Delivered at the 15th St. Presbyterian Church, Washington, D.C., Sunday, 16 February 1890 ("Elementy permanentnego wpływu: Wykład przeprowadzony dla prezbiteriańskiego kościoła przy 15-ej ulicy w Waszyngtonie w sobotę 16 lutego 1890 roku"), Waszyngton. R. L. Pedleton, drukarz, 1890.
- Liberia as a Means, Not an End ("Liberia jako środek, nie koniec"), przemowa na cześć liberyjskiej niepodległości 26 lipca 1867; African Repository, Waszyngton. listopad, 1867.
- The Negro in Ancient History, Liberia: Past, Present, and Future ("Czarni w historii antycznej, Liberia: Przeszłość, Teraźniejszość i Przyszłość") Waszyngton, M'Gill & Witherow Printer, <<Methodist Quarterly Review>>.
- The Origin and Purpose of African Colonization ("Przyczyny i cel kolonizacji Afryki"), Waszyngton, 14 stycznia 1883, Waszyngton, 1883.